# 6639 Marchis
6639 Marchis (1989 SO8) là một tiểu hành tinh vành đai chính được phát hiện ngày 25 tháng 9 năm 1989 bởi H. Debehogne ở La Silla.